# André Hernandez
André Hernandez (1976) é um editor de arte e designer brasileiro. Por 10 anos, trabalhou na área do design editorial, criando capas, logos e layouts para editoras no Brasil e na Europa. Foi ainda diretor de arte na agência de publicidade Fábrica, de onde saiu em 2012 para retornar dois anos depois como diretor de criação.
Hernandez foi também editor de arte da editora Opera Graphica. Em 2017 fundou, ao lado de Gonçalo Junior, a editora Noir, especializada em livros relacionados a arte, música, quadrinhos, cinema e cultura pop em geral.
Em 2003, André Hernandez ganhou o Prêmio Angelo Agostini de melhor arte técnica (categoria voltada para coloristas e letristas), ao lado de Alexandre Jubran, Alexandre Silva, André Vazzios e Lilian Mitsunaga.